# Ilham Alíyev
Ilham Heydar oghlu Alíyev, también referido como Ilham Alíyev (en azerí: İlham Əliyev; Bakú, República Socialista Soviética de Azerbaiyán, 24 de diciembre de 1961), es un político azerí, cuarto y actual presidente de la República de Azerbaiyán desde 2003.
Hijo del expresidente de Azerbaiyán, Heydar Alíyev, Alíyev se convirtió en presidente del país el 31 de octubre de 2003, después de un mandato de dos meses como primer ministro de Azerbaiyán, a través de una elección presidencial definida por irregularidades poco antes de la muerte de su padre. Fue reelegido para un segundo mandato en 2008 y se le permitió presentarse a las elecciones indefinidamente en 2013 y 2018 debido al referéndum constitucional de 2009, que eliminó los límites de mandato de los presidentes. A lo largo de su campaña electoral, Alíyev fue miembro del partido  gobernante Nuevo Azerbaiyán, que dirige desde 2005.
Se considera que el hecho de que Azerbaiyán sea rico en petróleo ha fortalecido significativamente la estabilidad del régimen de Alíyev y ha enriquecido a las élites gobernantes en Azerbaiyán, lo que ha hecho posible que el país sea sede de fastuosos eventos internacionales, así como también participe en amplios esfuerzos de lobby.

## Biografía

### Infancia y educación

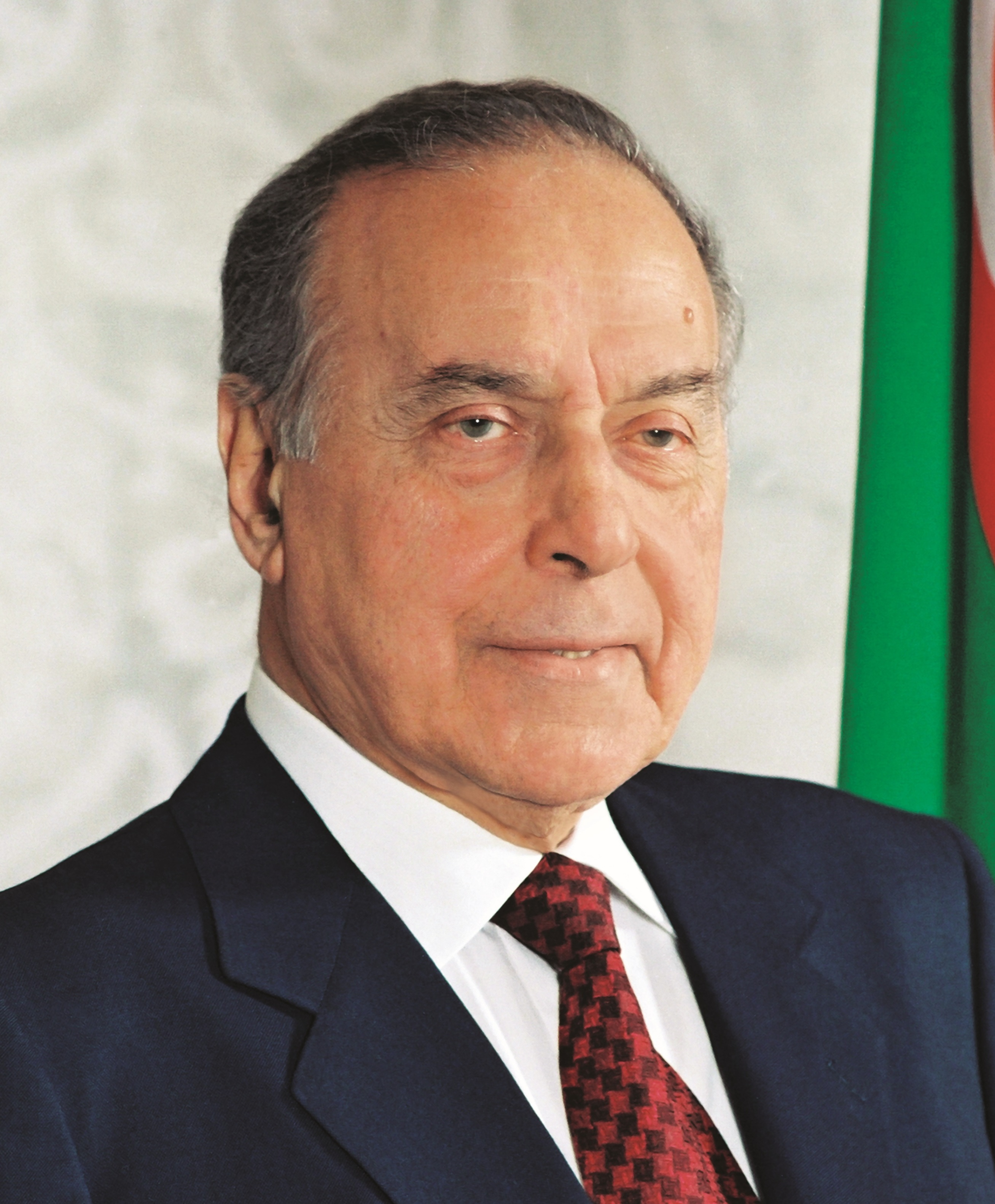
El padre de Ilham fue Heydar Alíyev, quien fue presidente de Azerbaiyán desde 1993 hasta pocas semanas antes de su fallecimiento en diciembre de 2003.

Ilham Alíyev nació el 24 de diciembre de 1961 en Bakú, en la familia del Jefe del Departamento de Contrainteligencia de KGB de RSS de Azerbaiyán, Heydar Alíyev y oftalmóloga Zarifa Aliyeva. Ilham tiene una hermana, Sevil Aliyeva (nacida el 12 de octubre de 1955).
En 1977 se graduó la secundaria en la escuela n.º 6 de la ciudad Bakú y ingresó en el Instituto Estatal de Relaciones Internacionales de Moscú (MGIMO). Después de la graduación en 1982 inició sus estudios de postgrado en MGIMO. Tiene un grado de Doctor en Ciencias Políticas.
Habla azerí, inglés, francés, ruso y turco.

### Familia
En 1983, Ilham Alíyev, se casó con Mehriban Aliyeva (a partir de febrero de 2017 es la primera vicepresidenta de la República de Azerbaiyán). Tienen tres hijos:
1. Leila (n. 1985), hija. Se casó en 2006 con Emin Agalarov. Tienen dos hijos gemelos: Mikail y Ali; y una nieta, Amina.
2. Arzu (n. 1989), hija. Se casó en 2011 con Samed Kurbanov. Tienen un hijo, Aydin.
3. Heydar (n. 1997), hijo. Estudiante de la Academia Diplomática de Azerbaiyán.

## Carrera

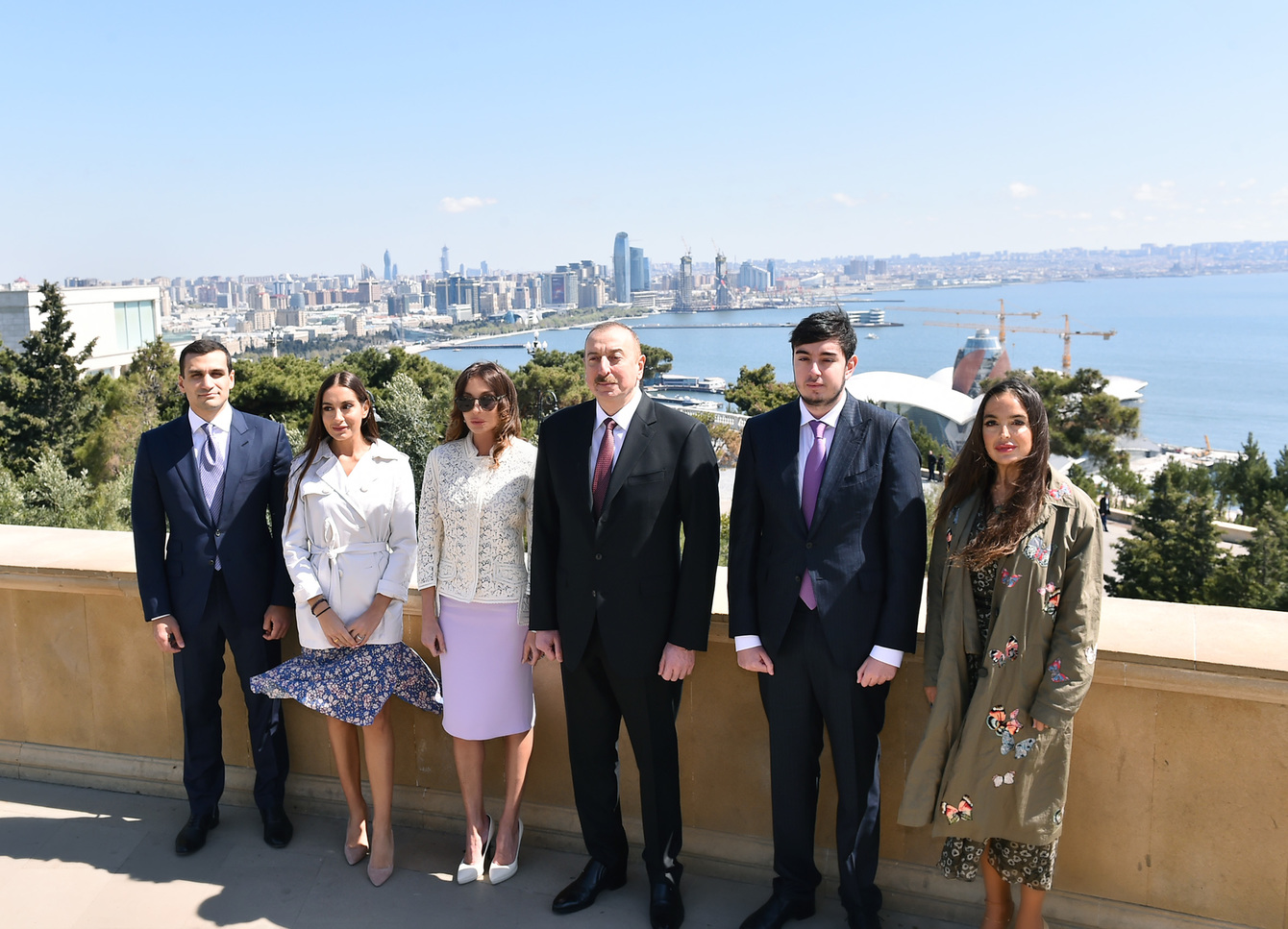
La familia de Alíyev en 2018.

De 1985 a 1991 era el profesor en el Instituto Estatal de Relaciones Internacionales de Moscú.
De 1991 a 1994, Ilham Alíyev se introdujo en el mundo de negocios. En 1991 se hizo cargo de la empresa "Orient". A partir de 1994 hasta agosto de 2003 fue el vicepresidente y, a continuación, el primer vicepresidente de la empresa petrolera SOCAR (State Oil Company of Azerbaijan Republic- «Compañía Estatal Petrolífera de la República de Azerbaiyán»). Participó activamente en la ejecución de "la estrategia petrolera de Heydar Alíyev" y en las negociaciones con las compañías petroleras extranjeras, que culminó en la firma de un acuerdo conocido como el "Contrato del Siglo" (en azerí: Əsrin müqaviləsi).
En 1995 fue elegido, y en el año 2000 fue reelegido Diputado a la Asamblea Nacional de la República de Azerbaiyán. Por su iniciativa fueron construidas escuelas deportivas, se formaron los equipos nacionales de deportes, que fueron desarrollados en Azerbaiyán. Por su gran contribución al desarrollo de deportes y Olimpismo fue condecorado con la orden del Comité Olímpico Internacional (COI), así como la Medalla de la Gloria "Gran Cordón" de Consejo Internacional de Deporte Militar.
En diciembre de 1999, en el I congreso del partido Nuevo Azerbaiyán, Ilham Alíyev fue elegido uno de los cinco presidentes adjuntos del partido, y en noviembre de 2001 como primer vicepresidente en el II congreso del partido. 
De 2001 a 2003 dirigió la delegación de la Asamblea Nacional de la República de Azerbaiyán (Parlamento) en Asamblea Parlamentaria del Consejo de Europa (APCE). En enero de 2003, Ilham Alíyev fue elegido vicepresidente de la APCE y miembro de la mesa de APCE. En abril de 2004, por la participación activa en trabajo de APCE y adhesión a los ideales europeos fue condecorado con el diploma de miembro emérito y una medalla de APCE. 
El 4 de agosto de 2003, a petición de la Asamblea Nacional, Ilham Alíyev, se convirtió en el primer ministro del país.

## Presidencia

### Primer mandato
El 15 de octubre de 2003, en el país se celebraron las elecciones presidenciales, en las que Ilham Alíyev obtuvo la victoria con 79,46 % de los votos. 
El 1 de febrero de 2004, Ilham Alíyev creó una organización no gubernamental "Fundación de Lucha contra la Corrupción en Azerbaiyán" para potenciar la lucha contra la corrupción en Azerbaiyán. Por su orden en todos los ministerios y autoridades locales fueron establecidas oficinas de lucha contra la corrupción. Desde 2004 hasta 2006 en el país existía el Programa Estatal de Lucha Contra la Corrupción.
En 2005 apadrinó el oleoducto Bakú-Tiflis-Ceyhán, el mayor proyecto energético global impulsado por Occidente para acceder al petróleo del mar Caspio. El 25 de mayo el oleoducto fue inaugurado de manera oficial en la Terminal Sangachal por el presidente Ilham Alíyev.

### Segundo mandato
En las elecciones presidenciales de Azerbaiyán de 2008 el 15 de octubre con más de 88 % de los votos, fue reelegido como Presidente de la República de Azerbaiyán.
En julio de 2012, tras el desastre natural en Rusia, Ilham Alíyev expresó su solidaridad al presidente ruso Vladímir Putin y firmó una orden para enviar ayuda humanitaria en 22 vehículos a Krasnodar, incluidos agua y productos alimentarios.
En 2012, en Bakú el ministro de Agricultura, Ganadería y Pesca de la Nación de Argentina, Norberto Yauhar se reunió con Ilham Alíyev. Los partes firmaron acuerdos importantes de cooperación para el desarrollo del sector agropecuario.

### Tercer mandato
Tras las elecciones presidenciales celebradas el 9 de octubre de 2013, el actual jefe de Estado, Ilham Alíyev, obtuvo 84,6 % de los votos.
En mayo de 2014, bajo instrucciones del presidente azerí Ilham Alíyev, el Ministerio de Situaciones de Emergencia de Azerbaiyán envió ayuda humanitaria a Serbia, que consistió en varios tipos de equipamiento, productos alimentarios, etc. En 2017, de acuerdo con las instrucciones de Ilham Alíyev, se enviará ayuda humanitaria a los musulmanes rohinyás en Myanmar.
En 2015, debido a la política de Ilham Alíyev Azerbaiyán exportó 16,9 miles de millones de USD e importó 11,1 miles de millones de USD, dando como resultado un saldo comercial positivo de 5,78 miles de millones de USD. En 2015, el PIB de Azerbaiyán fue de 53 miles de millones de USD y su PIB per cápita fue de 17,8 miles de USD.
En marzo de 2016 Ilham Alíyev firmó un decreto que ordenaba la excarcelación de 148 presos, entre los que había 10 presos de conciencia.
El 31 de octubre de 2017 tuvo lugar la gran ceremonia inaugural de ferrocarril Bakú-Tiflis-Kars. A la ceremonia de inauguración asistieron el presidente de Azerbaiyán, Ilham Alíyev y el presidente de Turquía, Recep Tayyip Erdoğan, acompañados por sus primeras damas, el primer ministro de Kazajistán, Bakytzhan Sagintayev, el primer ministro de Georgia, Giorgi Kvirikashvili, el primer ministro de Uzbekistán, los ministros de Transporte de Tayikistán y Turkmenistán u otros.

### Cuarto mandato

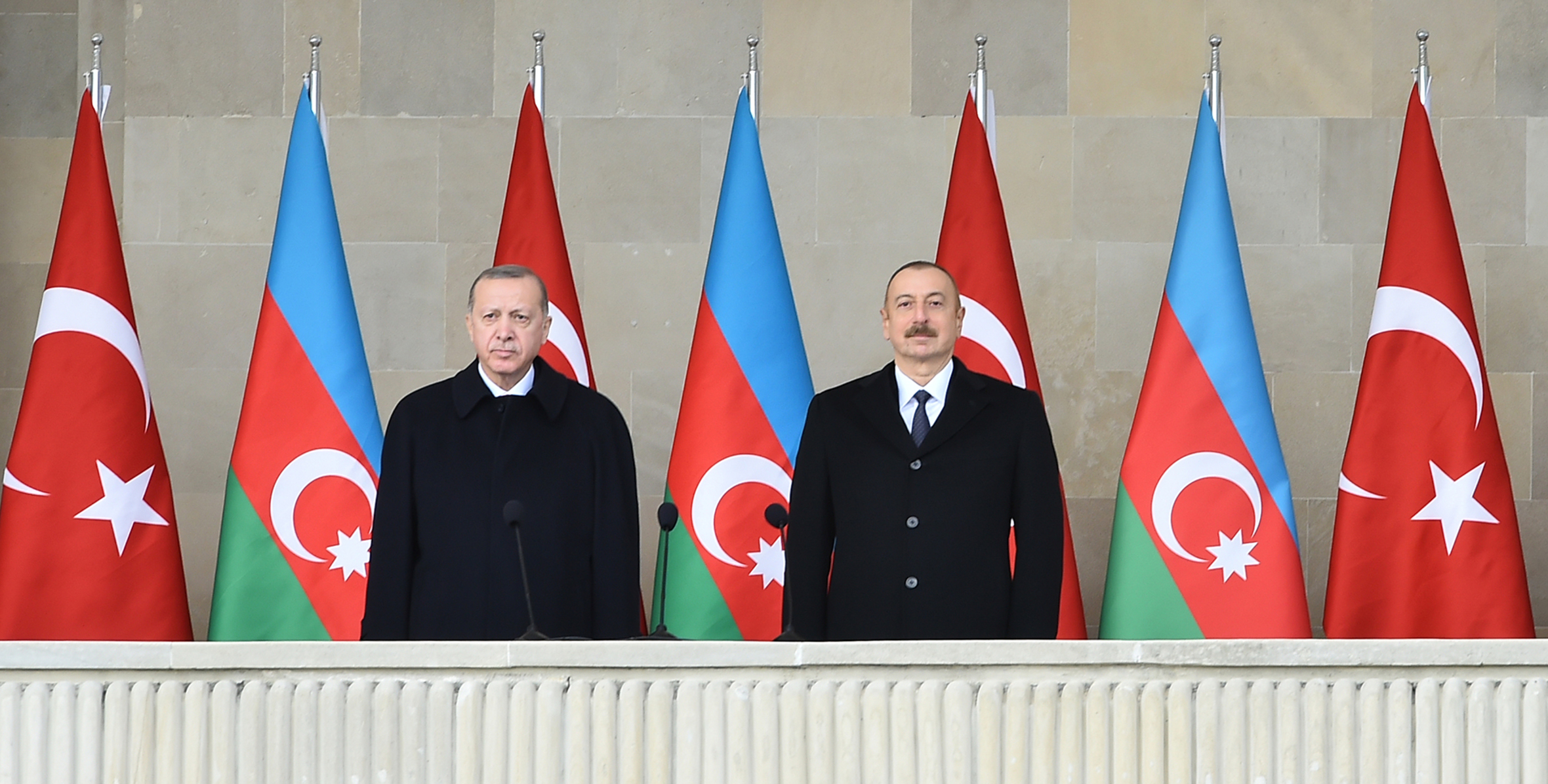
Alíyev junto al presidente de Turquía, Erdoğan durante el Desfile de la Victoria celebrando el resultado de la segunda guerra del Alto Karabaj en el año 2020.

En las elecciones presidenciales de Azerbaiyán de 2018, Alíyev resultó reelegido para un mandato constitucional de siete años con un 86 % de los votos. Según el sondeo realizado en 2019 en Azerbaiyán por la compañía francesa “OpinionWay”, más del 80 % de los encuestados estimaron la más fructífera la actividad del presidente actual en conservar la actual estabilidad social y socioeconómico. Además, más del 85 % de los participantes del sondeo respondió positivamente a la pregunta "¿Cómo evalúa la actividad del presidente Ilham Alíyev durante el año pasado?".

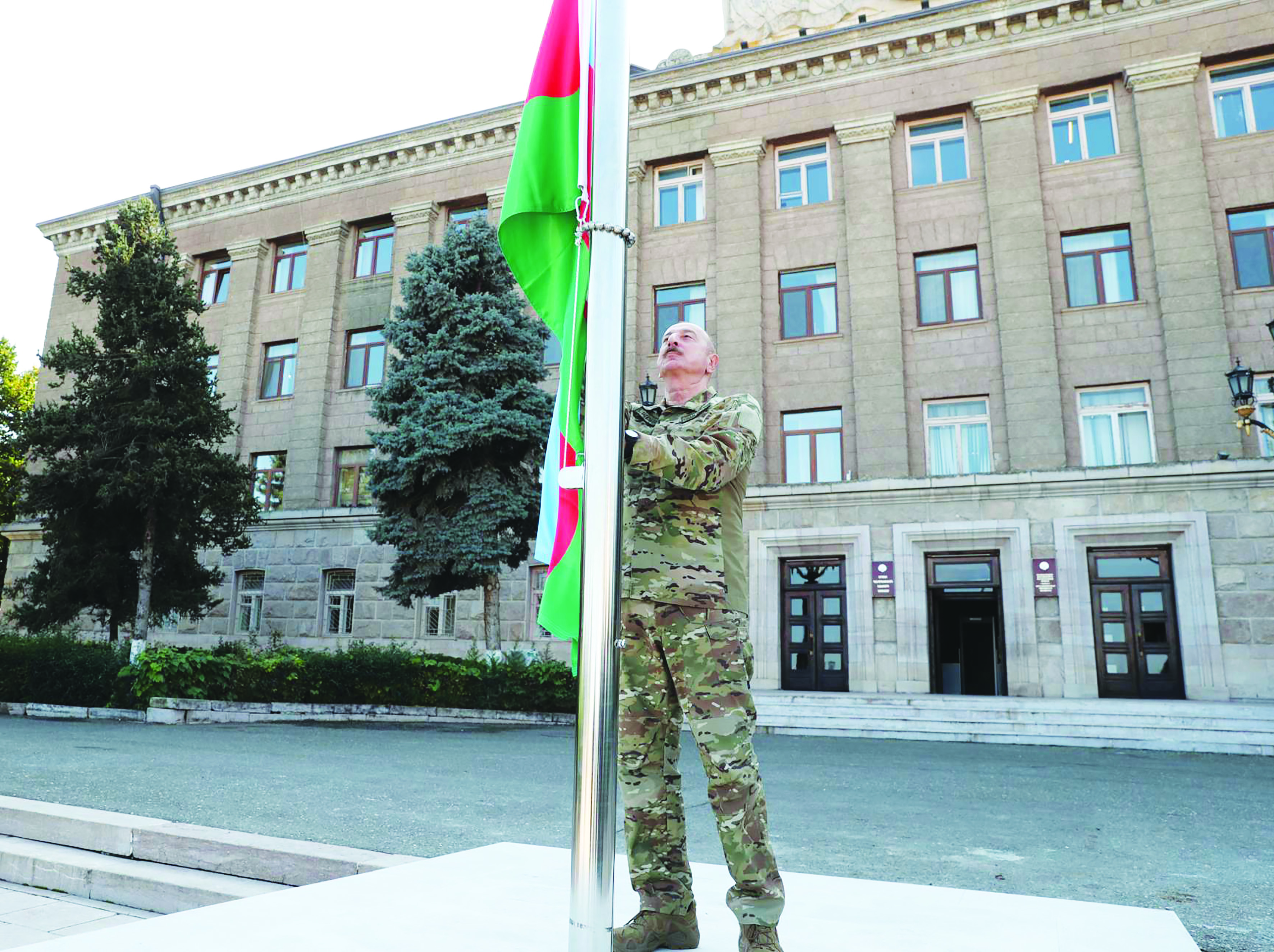
El presidente azerbaiyano Ilham Alíyev izando la bandera de su país en la ciudad renombrada como Jankendi en 2023.

En 2023 Ilham Alíyev ordena realizar la ofensiva sobre Artsaj en la cual Azerbaiyán resulta victorioso y comienza a controlar territorios previamente controlados por la república de Artsaj, la cual estaba habitada por armenios étnicos. La excapital de Artsaj pasa a llamarse oficialmente Jankendi en reemplazo del nombre armenio Stepanakert.

## Política económica
Desde 2003 con la llegada al poder, Ilham Alíyev comenzó a llevar a cabo programas de desarrollo económico, que incluyen el "Programa estatal de Desarrollo Económico de la República de Azerbaiyán (2003-2005)", "Programa de Reducción de la Pobreza", "Programa estatal de desarrollo socioeconómico de las regiones de República de Azerbaiyán (2004-2008)",  "Estrategia de empleo de la República de Azerbaiyán (2006-2015)", "Programa estatal de desarrollo socioeconómico de las regiones de Azerbaiyán para años 2014-2018".
En la continuación de la estrategia petrolera de Heydar Alíyev, Ilham Alíyev, en 2004 emitió un decreto para la adopción de la "Estrategia de gestión de los ingresos del petróleo y gas a largo plazo (2005-2025)"."Durante el primer período presidencial de Ilham Alíyev se llevó a cabo lanzamiento del principal oleoducto de exportación sin pasar por Rusia: Bakú-Tiflis-Ceyhan (que fue lanzado en mayo de 2005 y alcanzó su capacidad total en julio de 2006) y el gasoducto Bakú-Tiflis-Erzurum. 
En el marco del "Programa Estatal de Desarrollo Socioeconómico de las Regiones para 2004-2008", se fijaron objetivos para la creación de alrededor de medio millón de empleos, crecimiento de la parte correspondiente del sector no primario en el PIB total, desarrollo de empresas privadas, infraestructura, en particular, la construcción y reconstrucción de carreteras, centros educativas y deportivas.
En el país durante el período desde 2003 a 2010, según el gobierno, se crearon 840 000 puestos de trabajo, el nivel oficial de pobreza disminuyó del 45 % al 11 %. Sin embargo, se debe tener en cuenta que sin transferencias sociales, la tasa general de pobreza aumentaría significativamente. Según el Banco Mundial, en 2008, el ingreso per cápita alcanzó los 3830 de USD.
En 2014, con la participación del presidente Ilham Alíyev se efectuó una ceremonia de colocación del "Corredor de Gas del Sur", en el que se suministrará el gas natural de Azerbaiyán a Europa a través de Georgia y Turquía. Y en 2015 se inició la construcción del gasoducto Trans-Anatolia (el contrato se firmó de 2012 entre Ilham Alíyev y Recep Tayyip Erdoğan), que suministrará gas a través de Georgia y Turquía a Bulgaria. La continuación de este oleoducto será el oleoducto Trans Adriático (a través de Grecia y Albania a Italia), cuya construcción se inició en 2016.
En el primer trimestre de 2015, la agricultura vio un crecimiento del PIB del 3,4 %.
A finales de 2017, Ilham Alíyev dijo en su discurso que este año el crecimiento del sector no petrolero ascendió al 2,5 %, la producción industrial no petrolera, más del 3 %, la agricultura, más del %, y las exportaciones no petroleras, el 24 %. En 2017, el PIB de Azerbaiyán fue de 39,21 mil millones de USD, cuyo crecimiento en comparación con 2016 fue del 4,4 %. 
Como resultado de los documentos sobre el aumento del salario mínimo firmado por el Presidente de Azerbaiyán, desde 1 de septiembre de 2019 el salario mínimo será 250 manatos (147 USD)

## Política en la esfera deportiva
El 7 de julio de 2011, Ilham Alíyev ordenó la construcción de un complejo moderno deportivo y de conciertos en Bakú que se ajusta a las normas internacionales. En 2016, Ilham Alíyev emitió un decreto sobre el aumento de la beca especial olímpica presidencial de la República de Azerbaiyán para los campeones olímpicos de Azerbaiyán. El decreto entró en vigor el 1 de enero de 2017.
En 2017, Ilham Alíyev firmó una orden para establecer el Comité Organizador en relación con la celebración del Campeonato Mundial de Ciclismo de BMX Racing en Bakú. El Campeonato estuvo programado del 5 al 9 de junio de 2018.

### Juegos Europeos 2015
La decisión de celebrar los primeros Juegos Europeos se adoptó el 8 de diciembre de 2012 en la 41.ª Asamblea General del Comité Olímpico Europeo. El 17 de enero de 2013, Ilham Alíyev emitió un decreto sobre el establecimiento del Comité Organizador para la celebración de los primeros juegos europeos en Bakú en 2015. Del 12 al 28 de junio de 2015, se celebraron juegos europeos en Bakú. Ilham Alíyev participó activamente en los juegos europeos.

### Fórmula 1

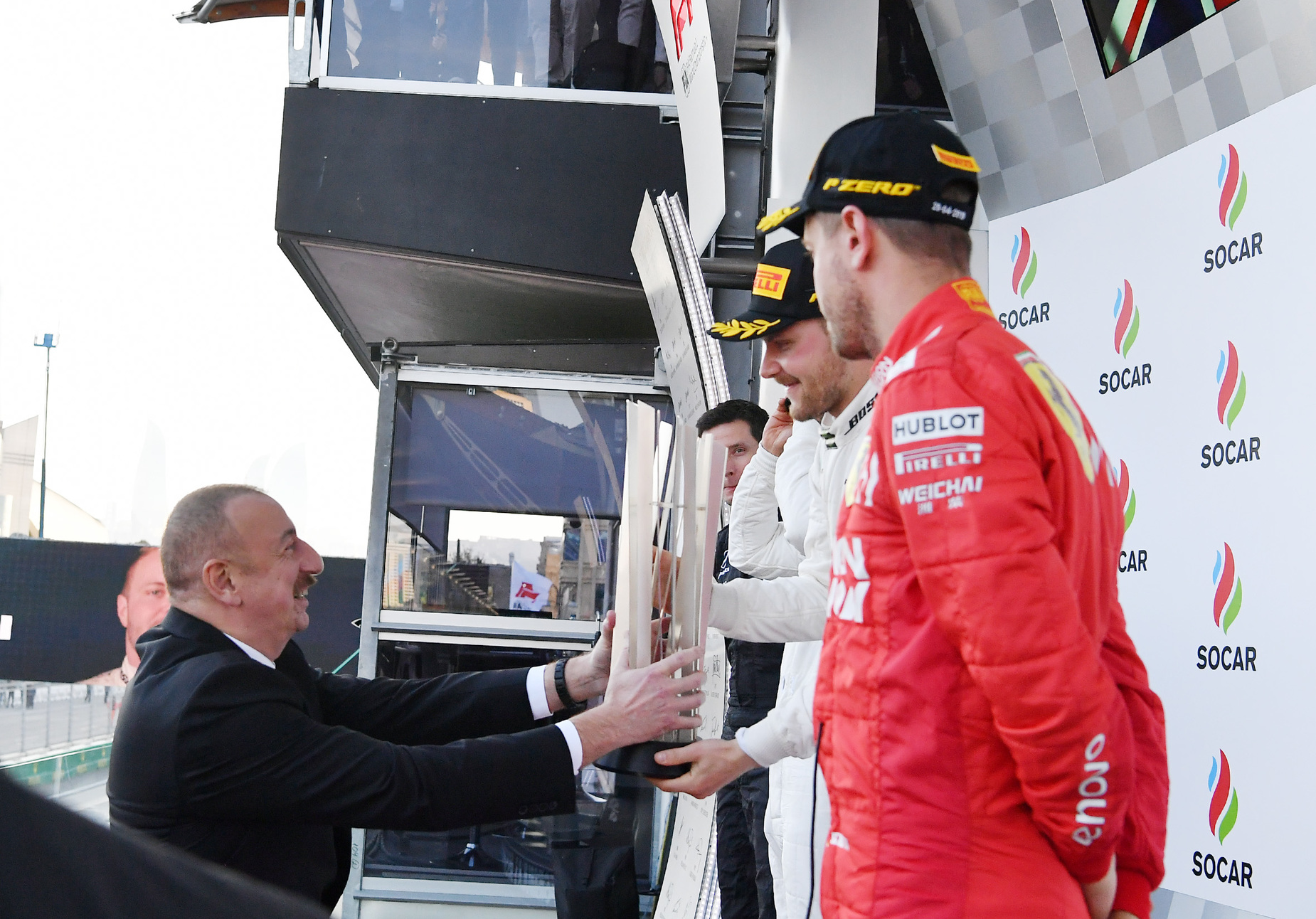
Alíyev entrega los premios a los ganadores del Gran Premio de Azerbaiyán de 2019 de Fórmula 1.

La decisión de celebrar la Fórmula 1 en Bakú en 2016 se adoptó en 2013. El 16 de junio de 2016, Ilham Alíyev se reunió con el presidente de “Formula One Management”, Bernie Ecclestone. Del 17 al 19 de junio de 2016 en Bakú por primera vez se celebró la octava etapa del campeonato de Fórmula 1 Gran Premio de Europa. Ilham Alíyev participó en la ceremonia de apertura y el 19 de junio en la ceremonia de entrega de premios personalmente entregó la copa al ganador.
En la temporada 2017, la octava ronda del Campeonato Mundial de Fórmula 1 Gran Premio se llevó a cabo en Azerbaiyán el 25 de junio. El mismo día, Ilham Alíyev se reunió con el presidente y CEO de la Fórmula 1, Chase Carey, director de la Fórmula 1 director deportivo Ross Brawn y la Fórmula 1 para el Comercio y Marketing Sean Bratchesa. Ilham Alíyev y sus familiares vieron activamente el Gran Premio de 2017. 
27-29 de abril de 2018 en Bakú se llevará a cabo la cuarta etapa de la Fórmula 1 Gran Premio de la Copa del Mundo de Azerbaiyán.

### Copa del Mundo 2015 y Olimpiada de Ajedrez 2016
Con el consentimiento de Ilham Alíyev, la Federación de Ajedrez de Azerbaiyán propuso celebrar la Olimpiada de ajedrez en Bakú en 2016 y el 8 de septiembre de 2012 la Asamblea General de la FIDE confirmó la solicitud. El 14 de febrero de 2013, Ilham Alíyev ordenó la creación de un Comité Organizador para llevar a cabo los preparativos para los Juegos Olímpicos. Del 11 de septiembre al 5 de octubre de 2015, se celebró la Copa Mundial de Ajedrez en Bakú. Y del 1 de septiembre al 14 de septiembre de 2016, la 42 Olimpiada de Ajedrez tuvo lugar en el Baku Crystal Hall. El 1 de septiembre, Ilham Alíyev asistió a la ceremonia de apertura. 
En julio de 2013, la VIII Asamblea General de la Federación de Deportes de Solidaridad Islámica decidió que los IV juegos se celebrarán en Bakú. El 18 de septiembre de 2015, Ilham Alíyev firmó una orden sobre la formación del Comité Organizador de los IV Juegos de Solidaridad Islámica. En mayo de 2017, en el diario oficial de la Organización de Cooperación Islámica-OİC Journal, Ilham Alíyev publicó un artículo titulado "Fortalecimiento de la solidaridad islámica: imperativo de nuestro tiempo". IV Juegos de solidaridad islámica se llevaron a cabo en Bakú del 12 al 22 de mayo de 2017. 

### IV Juegos de Solidaridad Islámica
En julio de 2013, la VIII Asamblea General de la Federación de Deportes de Solidaridad Islámica decidió que los IV juegos se celebrarán en Bakú. El 18 de septiembre de 2015, Ilham Alíyev firmó una orden sobre la formación del Comité Organizador de los IV Juegos de Solidaridad Islámica. En mayo de 2017, en el diario oficial de la Organización de Cooperación Islámica-OİC Journal, Ilham Alíyev publicó un artículo titulado "Fortalecimiento de la solidaridad islámica: imperativo de nuestro tiempo". IV Juegos de solidaridad islámica se llevaron a cabo en Bakú del 12 al 22 de mayo de 2017. Ilham Alíyev también firmó un decreto para condecorar a los atletas y entrenadores de Azerbaiyán con el propósito de alentar a los atletas a ganar en los Juegos Olímpicos.

## Política judicial
El 19 de enero de 2006, el presidente Ilham Alíyev firmó un decreto “sobre modernización del sistema judicial”, según el que fueron creados nuevos tribunales en las regiones, así como nuevos tribunales de apelación en 6 regiones de Azerbaiyán. Los tribunales de apelación de las regiones se constan de 4 grupos: civil, penal, militar y administrativo-económico. También la cooperación de Azerbaiyán con el Consejo de Europa fue modificada la Ley de tribunales y jueces y la Ley de Consejo judicial. El 3 de abril de 2019 Presidente se firmó la ley sobre la profundización de las reformas en el sistema judicial.

## Relaciones exteriores

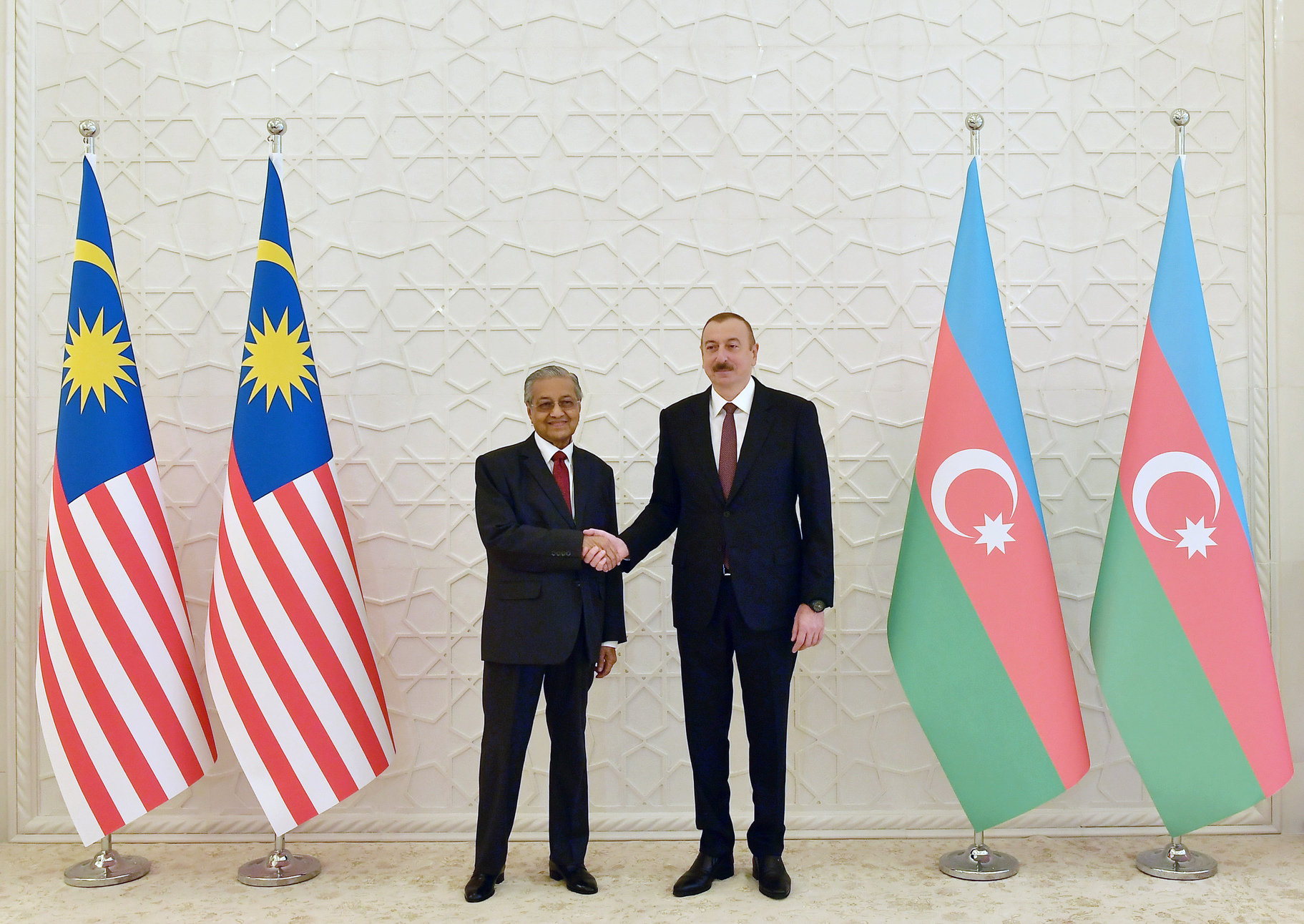
Ilham Alíyev junto al primer ministro de Malasia Mahathir Mohamad (26 de octubre de 2019)

En 2016, el presidente de Azerbaiyán, Ilham Alíyev firmó con el primer ministro israelí, Benjamín Netanyahu una serie de acuerdos de normalización, doble imposición, cooperación agrícola, etc.
El 12 de agosto de 2018 los líderes de cinco estados - Azerbaiyán, Rusia, Irán, Turkmenistán y Kazajistán firmaron convenció sobre el estatuto del mar Caspio.

### Con la Unión Europea
En 2004, por la iniciativa de Ilham Alíyev, Azerbaiyán se unió a la Política de Vecindad de la Unión Europea. En 2006, Ilham Alíyev en nombre de Azerbaiyán y de expresidente del Consejo Europeo, Matti Vanhanen, y expresidente de la Comisión, José Manuel Barroso, en nombre de la UE firmaron el Memorando de entendimiento sobre una Asociación Estratégica. En 2009 Azerbaiyán se unió en la Asociación Oriental. En 2011, Ilham Alíyev y José Manuel Barroso, expresidente de la Comisión Europea, concluyeron la declaración conjunta sobre el Corredor Sur de Gas.
El 6 de febrero de 2017, Alíyev visitó Bruselas, para las reuniones bilaterales y multilaterales. Realizó visitas oficiales al Alto Representante de la UE para Asuntos Exteriores y Política de Seguridad, con el presidente del Consejo Europeo, el presidente de la Comisión y el Comisario de la Unión de la Energía. El 7 de febrero de 2017, se inició el proceso de negociaciones para un nuevo acuerdo bilateral entre Azerbaiyán y la UE. 
El 25 de noviembre de 2017, por la invitación del Presidente del Consejo de la Unión Europea, Donald Tusk, Ilham Alíyev participó en la cumbre de la Asociación Oriental y en su declaración, dijo lo siguiente: "En el siglo XXI, el separatismo agresivo es inaceptable. Todas las formas de separatismo deben ser condenadas y se debe aplicar un enfoque único a todas las manifestaciones de separatismo. La integridad territorial de Azerbaiyán tiene el mismo valor, como la integridad territorial de cualquier otro Estado, y se debe restablecer ".

### Con la ONU

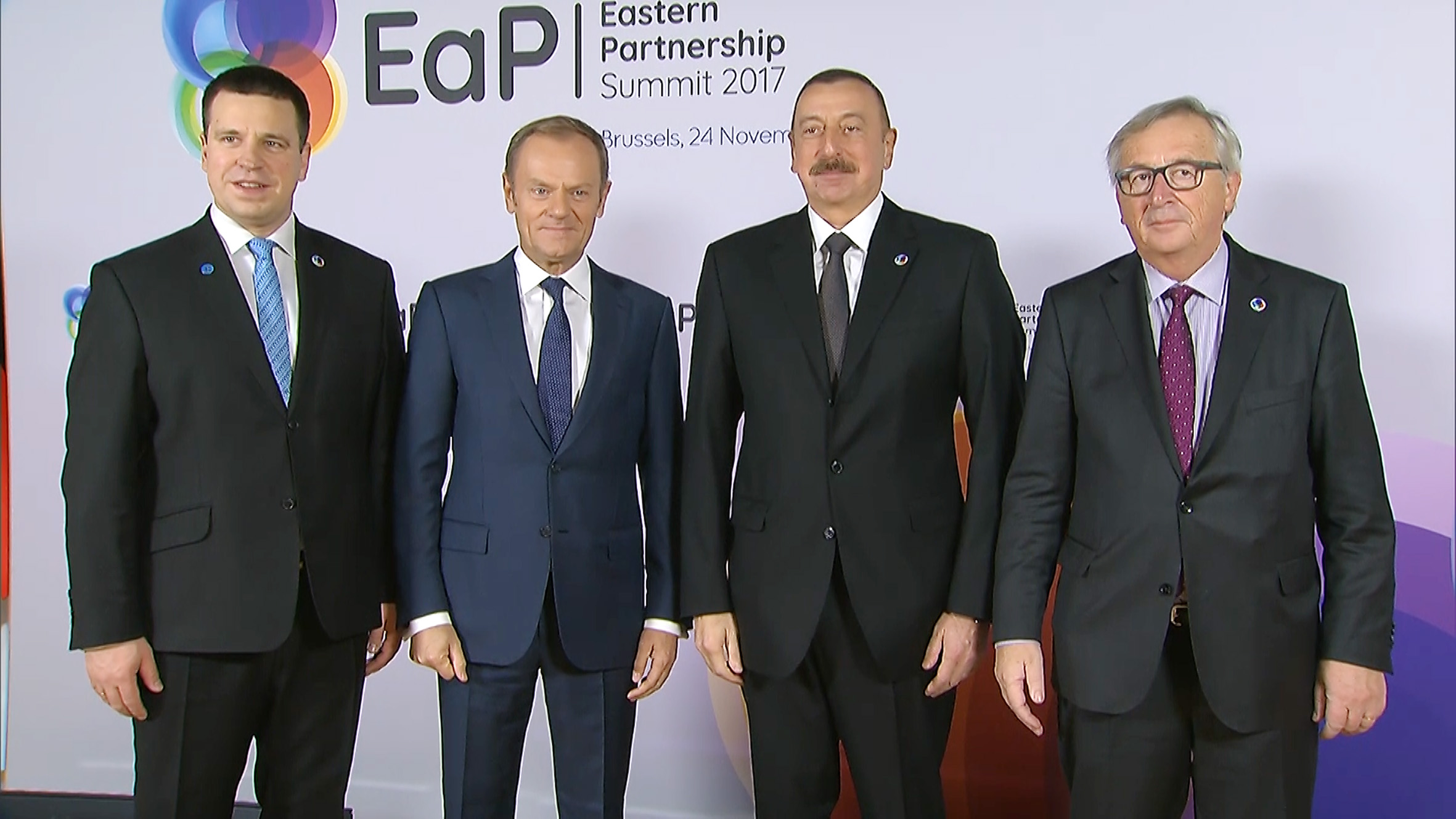
Ilham Alíyev con el primer ministro de Estonia, el presidente del Consejo Europeo, el presidente de la Comisión Europea en la Cumbre de la Asociación Oriental de la UE 2017 (de izquierda a derecha)

En septiembre de 2004 Ilham Alíyev visitó la sede de la ONU para participar en los debates generales de la 59.ª sesión de la Asamblea General de las Naciones Unidas. En septiembre de 2010 participó en la 65.ª sesión de la Asamblea General de las Naciones Unidas y en septiembre de 2017 en la 72.ª sesión de la Asamblea General de las Naciones Unidas. Durante la presidencia de Ilham Alíyev, Azerbaiyán fue elegido como miembro no permanente del Consejo de Seguridad de la ONU del grupo de estados de Europa del Este el 24 de octubre de 2011 para el período 2012-2013. El 4 de mayo de 2012, bajo la dirección del presidente azerbaiyano Ilham Alíyev y con la participación del secretario general de la ONU Ban Ki-moon, se celebró una reunión de alto nivel del Consejo de Seguridad de la ONU sobre "Amenazas creadas por actos terroristas para la paz y la seguridad internacional".

### Con la OTAN

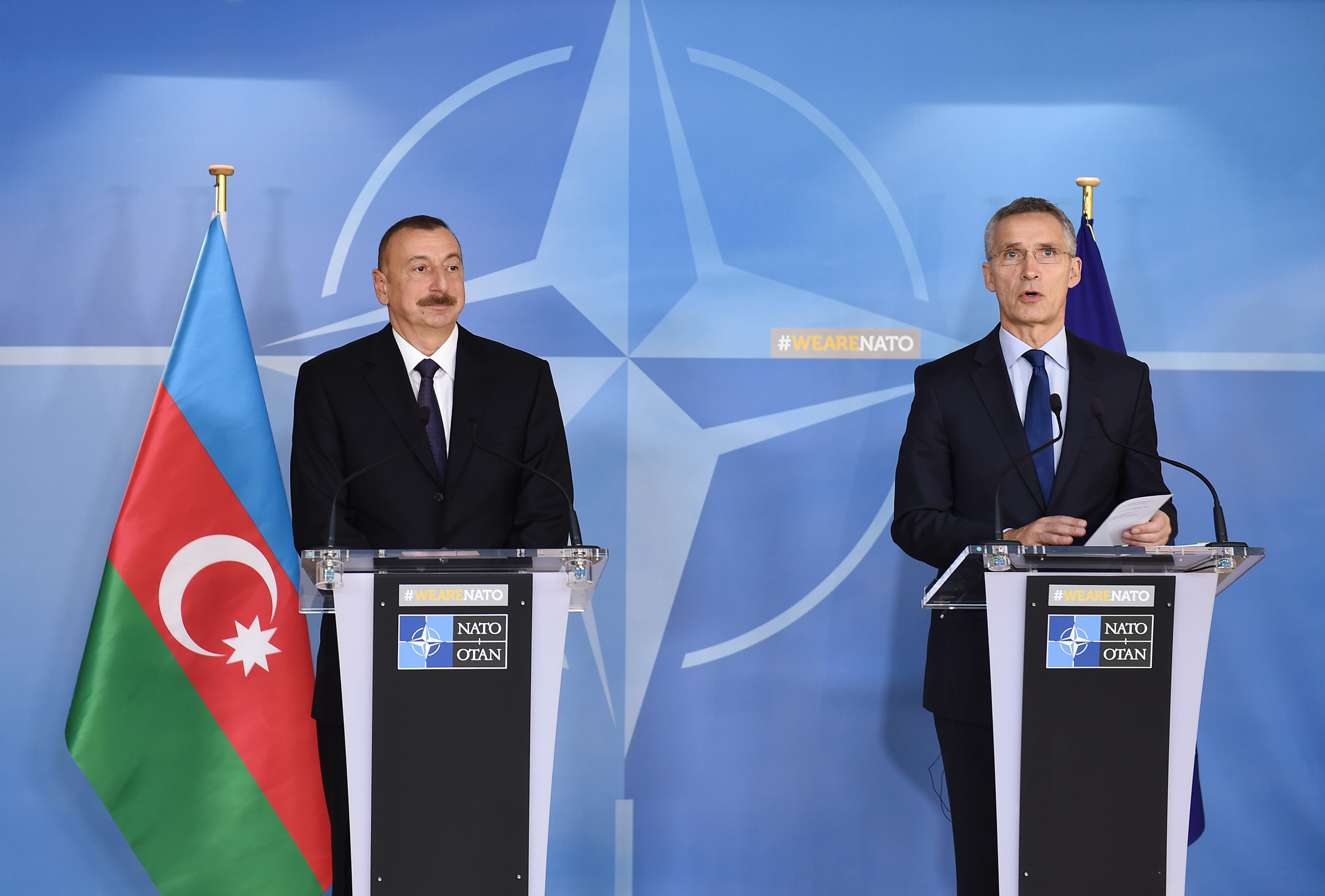
Ilham Alíyev y el secretario general de la OTAN, Jens Stoltenberg, en la conferencia de prensa conjunta en noviembre de 2017.

Ilham Alíyev se unió al Plan de Acción de Asociación Individual en 2004. Azerbaiyán completó con éxito el ciclo primero (2005-2007), segundo (2008-2010) y tercero (2012-2013) de su IPAP y actualmente está preparando el próximo ciclo del documento IPAP (2014-2015). Ilham Alíyev visitó París en mayo de 2006 y asistió a la sesión de primavera de la Asamblea del Parlamento de la OTAN. Ilham Alíyev presentó el primer IPAP de Azerbaiyán a la OTAN en Bruselas el 19 de mayo de 2014. Ilham Alíyev visitó París en mayo de 2006 y asistió a la sesión de primavera de la Asamblea del Parlamento de la OTAN. En 2006, el 8 de noviembre se encontró con el secretario general de la OTAN Jaap de Hoop Scheffer en Bruselas. Ilham Alíyev se reunió bilateralmente con Jaap de Hoop Scheffer el 29 de abril antes de la reunión del Consejo del Atlántico Norte. Durante su visita a Bruselas en febrero de 2012, Ilham Alíyev fue recibido por el secretario general de la OTAN Anders Fogh Rasmussen en la sede de la OTAN y conversaron sobre el fortalecimiento posible futuro de la cooperación entre Azerbaiyán y la OTAN. En 2014, Alíyev se reunió con el secretario general de la OTAN y participó en la reunión del Consejo del Atlántico Norte como parte de su visita de trabajo a Bruselas.
Ilham Alíyev participó en las reuniones durante la Cumbre de la OTAN en Chicago en 2012 y la Cumbre de la OTAN en Gales en septiembre de 2014. Ilham Alíyev participó en la sesión sobre Afganistán en la Cumbre de la OTAN en Varsovia en julio de 2016. El 23 de noviembre de 2017, en Bruselas Ilham Alíyev se reunió con el secretario general de la OTAN, Jens Stoltenberg. Ellos debatieron sobre la asociación entre la OTAN y Azerbaiyán y la seguridad regional en el sur del Cáucaso. El secretario general también valoró la contribución de Azerbaiyán a la misión de "Apoyo Decidido" encabezada por la OTAN en Afganistán.

### Con la Organización de Cooperación Islámica
Durante su presidencia, Alíyev se reunió con el secretario general de la OCI por primera vez en el marco de la tercera cumbre extraordinaria del OCI en La Meca, en 2005. En 2006, 2009, 2012, 2013, Alíyev recibió al secretario general de la OCI en Bakú, Azerbaiyán. En consecuencia, el 6 de abril de 2015, visitó la sede de la OCI en Jeddah (Arabia Saudita) y se reunió con el secretario general de la OCI. Ilham Alíyev recibió al Presidente del Foro de Jóvenes de la Conferencia Islámica para el Diálogo y la Cooperación en Bakú. Además, el 3 de septiembre de 2006 participó en la ceremonia de inauguración. de la sede permanente del Foro de la Juventud de la Conferencia Islámica para el diálogo y la cooperación en Estambul, Turquía. Tras la decisión de la quinta Conferencia Islámica de Ministros de Cultura de declarar a Bakú como Capital de la Cultura Islámica para 2009, el 27 de agosto de 2008, Ilham Alíyev adoptó una Orden sobre la Preparación del evento internacional denominada "Bakú es la Capital de la Cultura Islámica". Firmó una Orden para establecer un Comité Organizador con respecto a la decisión de la sexta Conferencia Islámica de Ministros de Cultura de designar la ciudad de Najicheván como Capital de la Cultura Islámica para 2018.

### Con los Estados Unidos
Ilham Alíyev intenta expandir las relaciones con los Estados Unidos. En 2004, durante la Cumbre de la OTAN de Estambul, Ilham Alíyev se reunió con el presidente George W. Bush y discutió las perspectivas de desarrollo de las relaciones bilaterales. Las partes también intercambiaron puntos de vista sobre el proyecto Bakú-Tiflis-Ceyhan. El mismo día, Ilham Alíyev se reunió con el primer ministro británico Tony Blair. Su primera visita oficial a Washington realizó por invitación del expresidente estadounidense George W. Bush del 25 al 28 de abril de 2006. Durante la reunión, discutió temas de la industria del petróleo y gas, la seguridad energética regional y global, transporte, etc.
El 24 de septiembre de 2010, en Nueva York Ilham Alíyev se reunió con el 44.º presidente de los EE. UU., Barack Obama, cuando visitó los EE. UU. para la 65.ª sesión de la Asamblea General de la ONU. En La reunión se debatieron temas de cooperación conjunta entre los dos países en operaciones internacionales de antiterrorismo, cooperación energética, así como otros asuntos globales y regionales. La siguiente visita oficial de Ilham Alíyev a los EE. UU. se realizó por invitación de Barack Obama del 31 de marzo al 1 de abril de 2016 en el marco de la Cumbre de Seguridad Nuclear. En el marco de la Сumbre, Ilham Alíyev también se reunió con el vicepresidente de los EE. UU., Joe Biden. Las partes discutieron sobre temas de terrorismo, seguridad y la importancia del Corredor del sur de gas para fortalecer la seguridad energética de Europa.
El 21 de septiembre de 2017, en relación con la 72.ª Asamblea de la ONU en Nueva York, Ilham Alíyev y el presidente de los Estados Unidos, Donald Trump, se reunieron con sus cónyuges.

### Con Francia

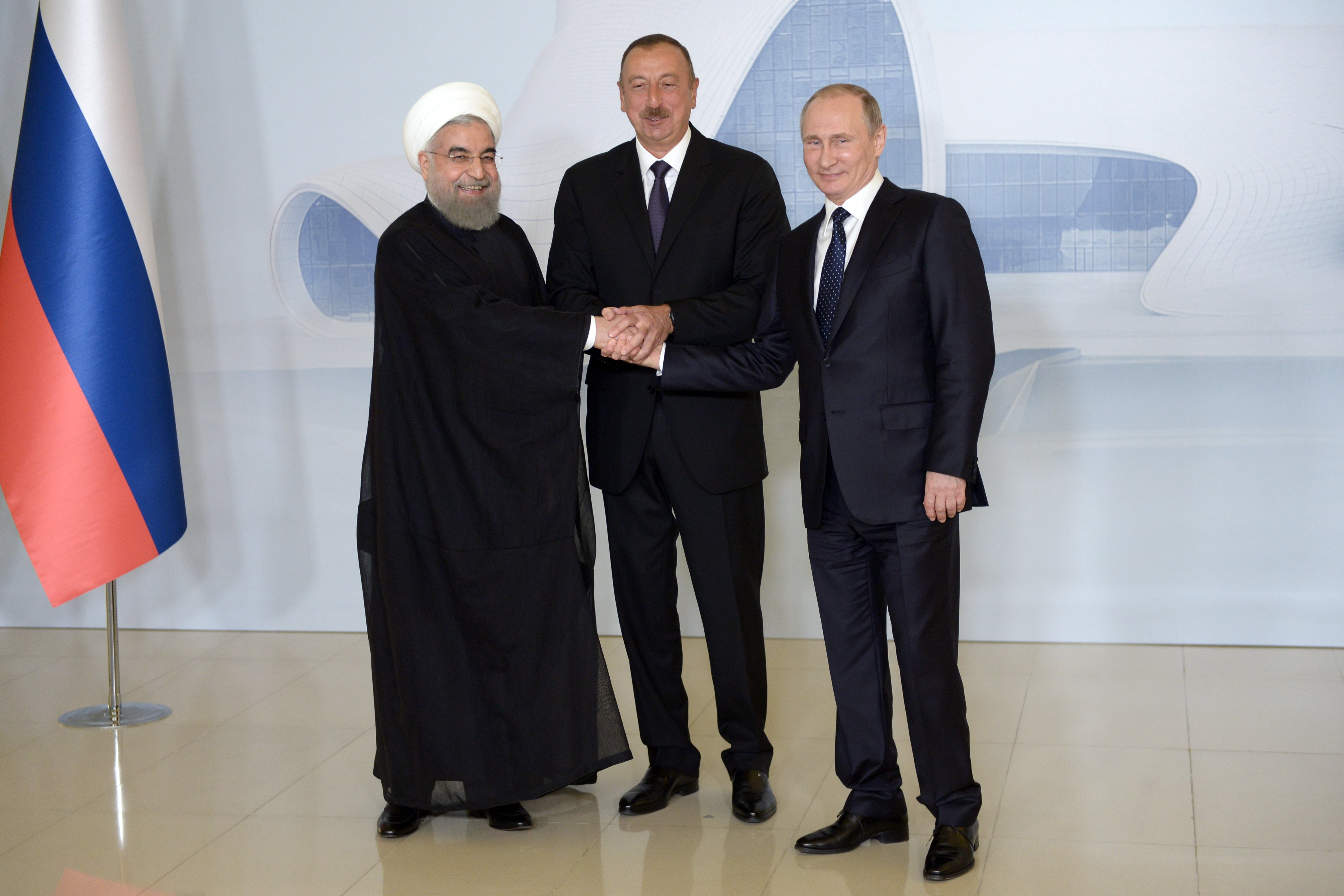
Hassan Rouhani, Ilham Alíyev y Vladímir Putin en agosto de 2016

Del 12 al 15 de marzo de 2017, el presidente Alíyev realizó una visita oficial a Francia y se reunió con funcionarios ejecutivos de las compañías internacionales SUEZ, DCNS, CIFAL, Space Systems in the Airbus Defence y SpaceDivision. Después de su visita, Alíyev se encontró con el presidente francés en el Palacio del Elíseo. El presidente francés, François Hollande, hizo una declaración a la prensa de que el statu quo en el conflicto de Nagorno-Karabaj no es la opción correcta y espera que se reanuden las negociaciones e instó a otros copresidentes del Grupo de Minsk, Estados Unidos y Rusia, a que contribuyan a este proceso.

### Con Rusia
En febrero de 2004, los presidentes de Azerbaiyán y Rusia, Ilham Alíyev y Vladímir Putin firmaron la Declaración de Moscú, que detalla los principios de las relaciones entre Azerbaiyán y Rusia. El 11 de agosto de 2004, el presidente Alíyev adoptó una orden para celebrar el "Año de Rusia en Azerbaiyán" en 2006 tras la decisión de Rusia de celebrar el "Año de Azerbaiyán en Rusia" en 2005. Del 14 al 15 de junio de 2005 Ilham Alúyev realizó una visita Rusia y se reunió con el presidente ruso Vladímir Putin en el marco del noveno foro económico internacional. El 29 de junio de 2006, Ilham Alíyev y Dmitri Medvédev concluyeron una declaración conjunta sobre el Mar Caspio.
En febrero de 2008, Ilham Alíyev y Vladímir Putin se reunieron en Moscú como parte de una cumbre informal de la CEI. En el mismo año, se realizó una reunión con el presidente ruso Dmitri Medvédev en San Petersburgo. En enero de 2012, Ilham Alíyev realizó una visita de trabajo a la Federación de Rusia. En Sochi, el presidente se reunió con su homólogo Dmitri Medvédev.

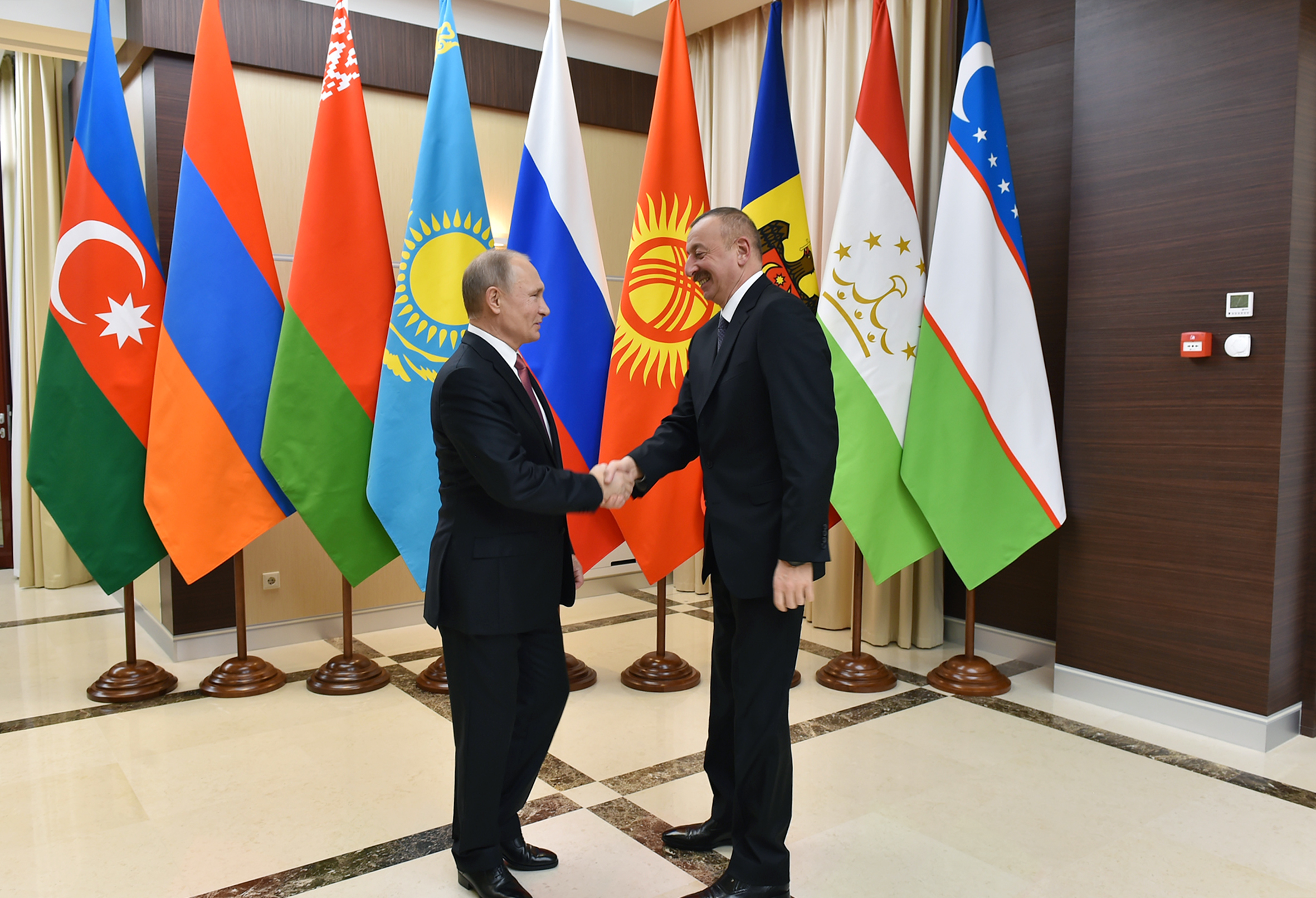
Visita de trabajo del presidente de Azerbaiyán Ilham Alíyev a Rusia

En agosto de 2016, se celebró en Bakú la cumbre de los jefes de Estado de Azerbaiyán, Irán y Rusia. El 21 de julio de 2017 se llevó a cabo en Sochi una reunión entre Ilham Alíyev y Vladímir Putin, en la que los presidentes abordaron los temas de la política mundial, la seguridad de la región y las relaciones bilaterales. Las partes señalaron que las reuniones regulares tienen un impacto positivo en el desarrollo exitoso de las relaciones bilaterales. 
El 1 de noviembre de 2017, se celebró en Teherán la segunda reunión trilateral de los jefes de Estado de Azerbaiyán, Irán y Rusia. Ilham Alíyev, Vladímir Putin y Hassan Rouhani discutieron en una reunión del corredor de transporte sobre la lucha contra el terrorismo, el programa nuclear, así como la paz y la estabilidad en la región.
El 1 de septiembre de 2018, se celebró una visita de Ilham Alíyev a Rusia, en el marco de la que él tuvo encuentra con su homólogo ruso Vladímir Putin. Durante de entrevista fue discutida la cooperación durante los años anteriores, también la colaboración futura, especialmente en la esfera técnico-militar. Fue señalado que la suma de los gastos de adquisiciones militares por parte de Azerbaiyán en Rusia fue 5 mil millones de dólares estadounidenses.

### Controversia

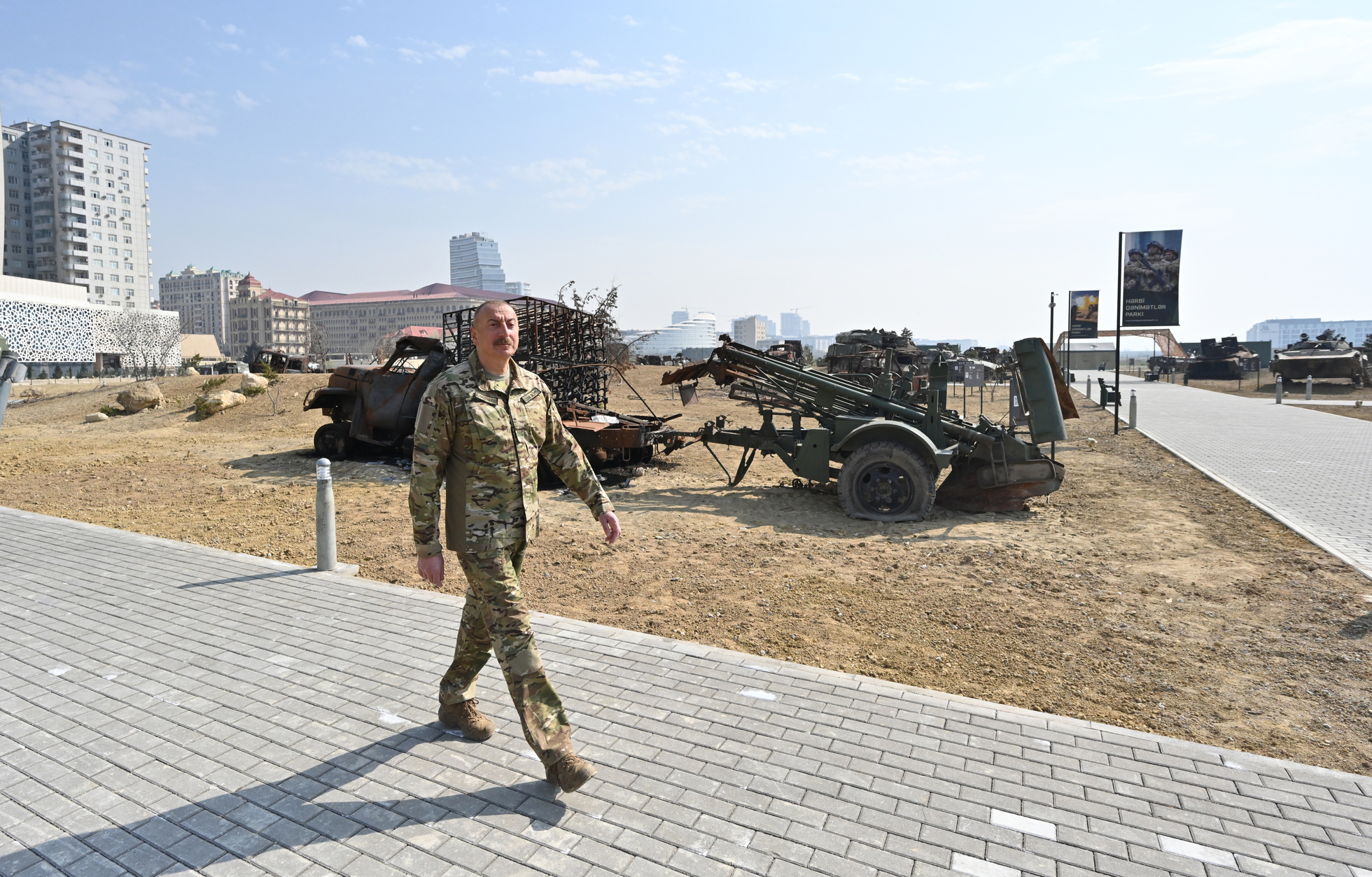
Alíyev inaugura el Parque de Trofeos Militares donde se depositaron como trofeos diverso material del ejército armenio del Nagorno Karabaj derrotado en la segunda guerra del Alto Karabaj en 2020.

En 2008, Alíyev declaró que "Nagorno Karabaj nunca será independiente; la posición está respaldada también por los mediadores internacionales; Armenia tiene que aceptar la realidad" y que "en 1918, Ereván se concedió a los armenios. Fue un gran error. El kanato de Ereván era territorio azerí y los armenios fueron invitados allí".

## Órdenes y medallas
- Orden de Heydar Alíyev[92]
- Orden de la Estrella de Rumanía[93] (2004)
- Orden del Rey Abdulaziz (2005)[94]
- Orden de Honor (2003)
- Orden "legión de Honor" de la República Francesa
- Orden del Príncipe Yaroslav el Sabio de grado I por su destacada contribución en fortalecimiento de las relaciones entre Ucrania y Azerbaiyán[95]
- Orden de "Shah Ismail"[96]
- Gran Cruz de Orden al Mérito de la República de Polonia[97]
- Orden de San Sergio de grado I (Iglesia ortodoxa rusa)
- Orden de la Gloria de "Gran Cordón" de Consejo Internacional de Deportes Militares (CISM)[98]
- Orden de San Príncipe de Moscú de grado I (Iglesia ortodoxa rusa)
- Orden de Mubarak Al-Kabir (2009)[99]

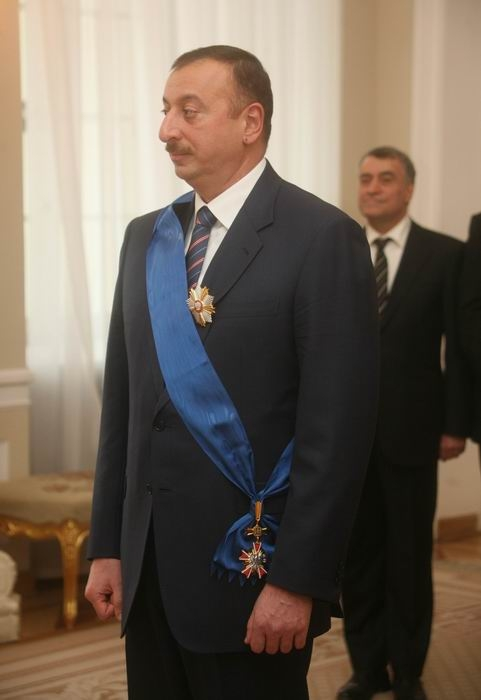

- Orden de Gloria y Honor de grado I (Iglesia ortodoxa rusa) (2010)
- Gran Cruz de orden nacional "Por el servicio fiel" (2011)[100]
- Orden de las Tres estrellas[101]
- Orden de la Amistad de los Pueblos (2011)[102]
- Orden de Stara Planina (2011)[103]
- Orden de Ismoili Somoni (2012)
- Medalla del 10.º Aniversario de Astaná
- Medalla de oro del Parlamento de Grecia
- Orden de República Serbia (2013)
- Orden de la Libertad (18 de noviembre de 2013) — por sus destacados méritos en el desarrollo y fortalecimiento de las relaciones interestatales entre Ucrania-Azerbaiyán[104]

- Orden por Méritos al Partido (Partido Comunista de la Federación Rusa) (2015)
- Marca de oro honorífico de la de la confederación general de sindicatos "Por sus servicios al movimiento de sindicatos" (2012)
- Orden de los cosacos. "Estrella de oro de héroe"
- Medalla Conmemorativa de oro en ocasión del 30.º aniversario de UNESCO
- Orden de la Asamblea Interparlamentaria de "Commonwealth" de CEI (2012)
- Orden de Gloria de la Confederación İnternacional de Organizaciones deportivas de los países de CEI
- Orden Supremo de la Sala de Honor de United World Wrestling ((UWW)-Federación Internacional de Luchas Asociadas (FILA)),"Leyenda de Deporte"
- Orden del mérito de la Republicana Italiana[105]
- Мedalla "Amistad" de Bulgaria (20 de junio de 2019)[106]

## Premios
- Premio de Ihsan Dogrmachi por la paz y las relaciones internacionales
- Ganador del premio "Grand Prix" y "Persona del año 2009"
- Premio al "Estadista más exitoso de una década en la República Turca"
- Ganador del premio "Amigo de los periodistas"
- El premio internacional "Amigo de los Balcanes"

## Títulos honoríficos
- El hombre del año 2010" por la revista "Balcanii i Europa
- Profesor emérito de Universidad Estatal Turcomana de la Universidad Estatal de Majtumkuli
- Profesor emérito de la Universidad Estatal Bielorrusa
- Profesor emérito de la Universidad de Economía Nacional y Mundial
- Doctor emérito causa de la Universidad Lincoln
- Doctor emérito de la Universidad Estatal de Relaciones Internacionales de Moscú
- Doctor emérito de la Universidad de Bilkent
- Doctor emérito de la Academia Nacional Fiscal
- Doctor emérito de la Universidad de Petróleo y Gas de Ploiești
- Doctor emérito de MGIMO/2004
- Doctor emérito de la Universidad de Köhji
- Doctor emérito de la Universidad de Jordania
- Doctor emérito de la Universidad Corvinus de Budapest
- Doctor emérito de la Universidad de Tarás Shevchenko
- Ciudadano emérito de la ciudad de Astracán
- Profesor emérito de la Universidad Estatal Turcomana de Majtumkuli
- Doctor emérito de la Universidad Estatal de Bakú
- Doctor emérito de la Universidad de Ancara
- Doctor emérito de la Universidad de Chukurova
- Doctor emérito de la Universidad Nacional Tayika

| Predecesor: Heydar Alíyev  | Presidente de la República de Azerbaiyán 2003 - actualidad | Sucesor: En el cargo    |
| Predecesor: Artur Rasizade | Primer ministro de Azerbaiyán 2003                         | Sucesor: Artur Rasizade |